# Elmenteitien
Objets typiques
lames d'obsidienne
L'Elmenteitien, (ou culture d'Elmenteita) est une industrie lithique et céramique, ainsi qu'un modèle spécifique d'usage des terres, fondée sur la chasse et le pastoralisme, qui apparaît et se développe dans les savanes occidentales de ce qui est de nos jours le Kenya, durant le Néolithique pastoral, entre 3300 AP et 1200 AP environ,. Elle est nommée par l'archéologue Louis Leakey d'après le lac Elmenteita, un lac salé de la vallée du Grand Rift, situé à cent vingt kilomètres au nord-ouest de Nairobi.

## Historique
La culture d'Elmenteita est décrite en premier par Louis Leakey à partir de fouilles effectuées dans la grotte de Gamble (le site type) en 1931 et dans la grotte de la rivière Njoro en 1938. Leakey consigne l'existence d'une industrie lithique spécifique à un groupe de sites, associée à des poteries ; la zone est circonscrite aux plaines occidentales du centre de la vallée du Grand Rift et à l'escarpement de Mau.

## Artefacts et caractéristiques

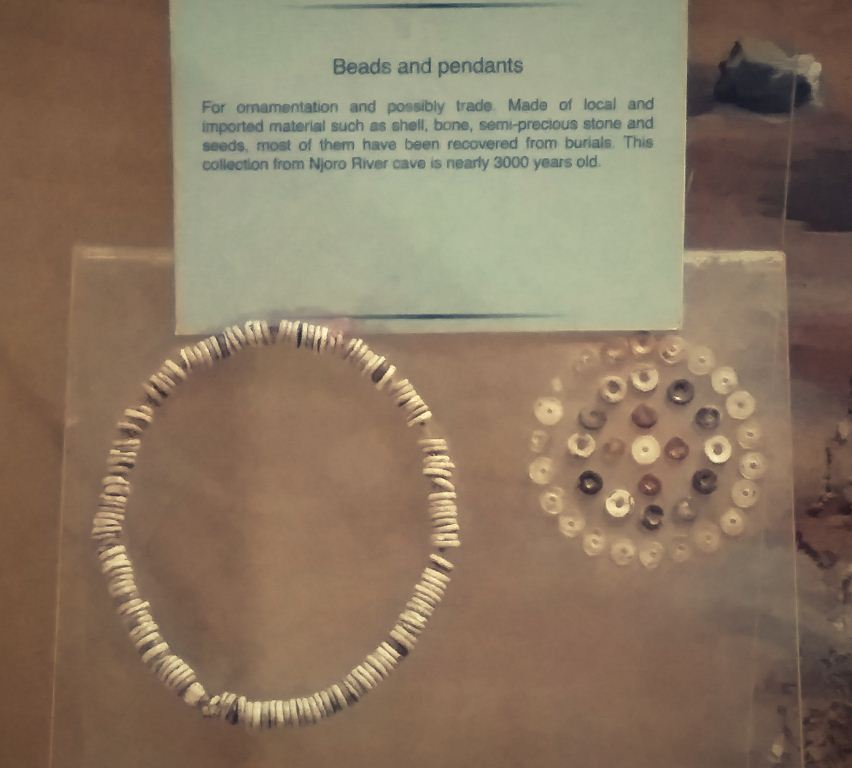
Perles et pendentifs de l'Elmenteitien (musée de Nairobi).

Dans les sites de l'Elmenteitien, les assemblages lithiques se distinguent par la forte proportion de longues lames symétriques à deux tranchants, faites d'obsidienne, utilisées telles quelles ou qui servaient de matrice pour une grande variété d'outils microlithiques.
Les artefacts typiques comprennent également des bols en céramique et des récipients en pierre peu profonds. Les récipients en céramique sont principalement non décorés. Plusieurs motifs ornementaux rares, mais très distinctifs, tels que des points disposés irrégulièrement et des bords moulés, ont cependant été trouvés. On a également découvert de petits bols aux bords retournés, des anses percées de trous ou présentant des ergots horizontaux.
Les populations pratiquaient l'élevage de bétail et de petits animaux domestiques outre la chasse, la pêche et la cueillette. Les modèles et les niveaux d'économie de subsistance varient grandement en fonctions des endroits et du climat qui y régnait à un moment donné,. La crémation des morts, dans des cavernes (grottes d'Egerton et de Keringet, par exemple) était pratiquée régulièrement. La grotte de la rivière Njoro, fouillée pour la première fois en 1938 par Mary Leakey, servait de site d'enterrement de masse. Les restes associés comprennent des perles, des lames, des bols en pierre, des palettes et des récipients en poterie.

## Anthropologie physique
Des exemples d'avulsions dentaires (dents arrachées) ont été trouvés dans des sites d'enterrement ; cela a conduit à les associer avec l'expansion précoce de groupes parlant des langues nilotiques méridionales dans le sud-ouest du Kenya. Le chemin emprunté pour pénétrer dans le sud du Kenya demeure incertain. Des analyses génétiques récentes menées sur des fossiles de l'Elmenteitien ont montré que la population était similaire à celle du Néolithique pastoral de savane qui vivait dans la vallée du Grand Rift à la même époque.